# IV съезд КПК
IV съезд Коммунистической партии Китая прошёл 11 — 22 января 1925 года в Шанхае. Делегаты съезда представляли 994 члена КПК.

## Обсуждаемые вопросы
Основными вопросами повестки дня съезда были обобщение опыта, накопленного за год сотрудничества КПК с Гоминьданом, разработка плана развертывания массовых движений рабочих, крестьян, молодёжи и женщин, а также развертывание организаций КПК в масштабах всей страны. В ходе съезда были подвергнуты критике «правые» и «левые» отклонения от линии партии по вопросам единого фронта. «Правые» считали, что если коммунисты в ступили в гоминьдан и эта партия стала блоком нескольких классов, то КПК должна отказаться от самостоятельного политического курса. «Левые» выступали против единого блока, за выход коммунистов из гоминьдана. Съезд решил, что китайской революции требуется «массовое участие рабочих, крестьян, средней и мелкой буржуазии города», при этом крестьянство — «важный компонент», оно «является естественным союзником рабочего класса».

## Последствия
В своих решениях съезд указал важность гегемонии пролетариата и союза рабочих и крестьян в революции и разработал план развертывания массовых движений рабочих, крестьян, молодёжи и женщин, решил создать и укреплять организации КПК в масштабах всей страны, с тем чтобы удовлетворять нужды бурного развития революции. Съезд избрал Центральный исполнительный комитет КПК, который, в свою очередь, избрал Бюро ЦК, в состав которого вошли Чэнь Дусю, Чжан Готао, Пэн Шучжи, Цай Хэсэнь и Цюй Цюбо. Генеральным секретарем был избран Чэнь Дусю.